# Les Jours et les Nuits
Pour plus de détails, voir Fiche technique et Distribution.
Les Jours et les Nuits (Дни и ночи, Dni i nochi) est un film soviétique réalisé par Aleksandr Stolper, sorti en 1944,, adapté du roman du même nom de Constantin Simonov.

## Synopsis
Le film relate un épisode de la défense de Stalingrad par l'Armée rouge face à l'armée hitlérienne en 1942,.

## Fiche technique
- Photographie : Evgeni Andrikanis
- Musique : Nikolaï Krioukov
- Décors : Morits Umanskiï

## Distribution
- Vladimir Soloviov (ru), capitaine Sabourov
- Daniil Sagal, Vanine
- Iouri Lioubimov, lieutenant Maslennikov
- Anna Lisyanskaya, Anya Klimenko
- Lev Sverdline, colonel Protsenko
- Mikhail Derzhavin, commandant Matveev
- Kseniya Tarasova
- Evgueni Morgounov